# 加略坎塔湖

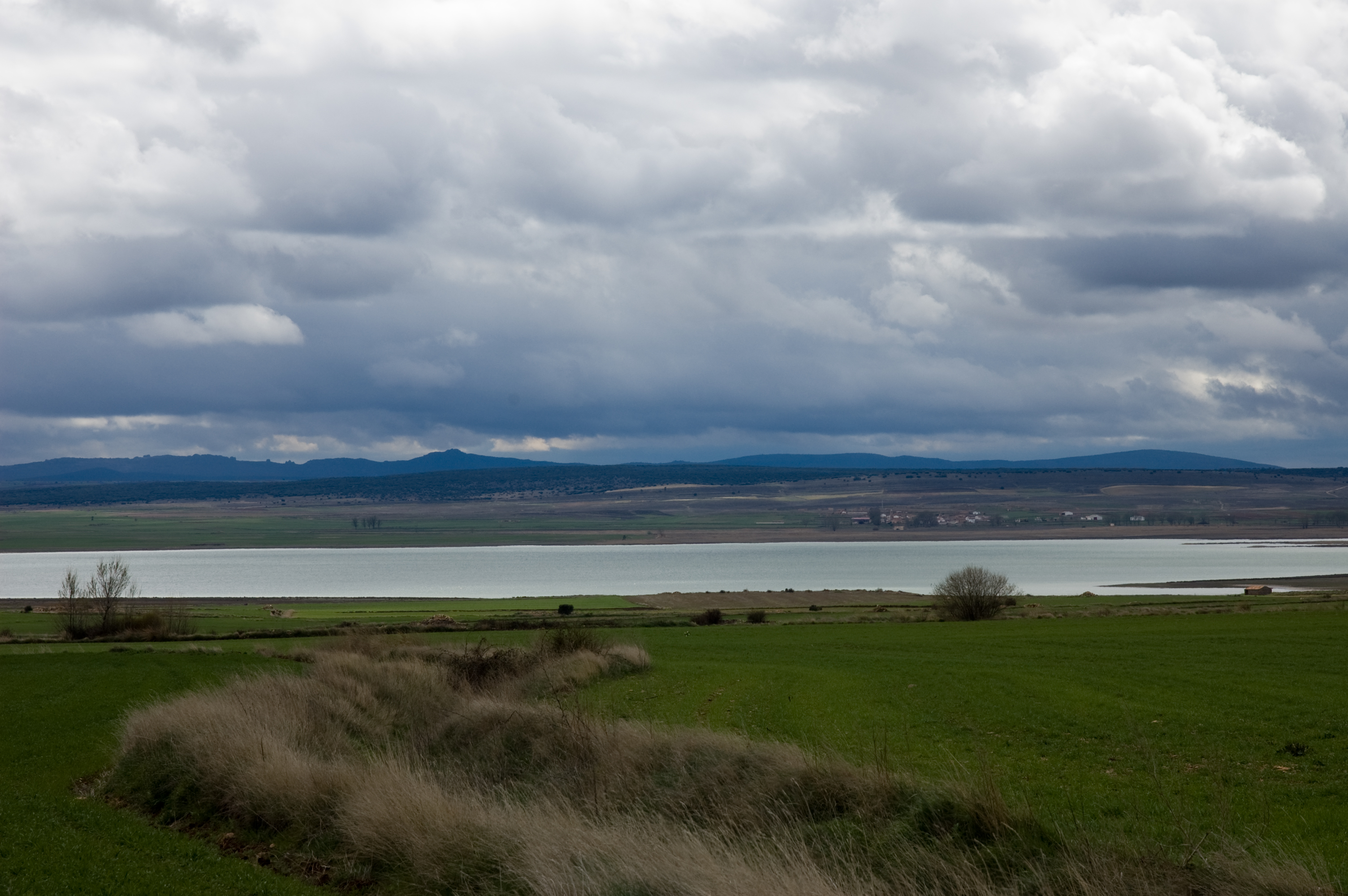

40°58′00″N 1°29′50″W / 40.96667°N 1.49722°W
加略坎塔湖（西班牙語：Reserva natural dirigida de la Laguna de Gallocanta），是西班牙的湖泊，位於阿拉貢自治區，長7.7公里、寬2.8公里，面積14.6平方公里，集水區面積543.35平方公里，平均水深0.5米，最大水深2米，海拔高度995米。